# Взривна
Взривна́ — залізничний пасажирський роз'їзд Луганської дирекції Донецької залізниці.
Розташований за кількасот метрів від села Куряче, Довжанський район, Луганської області на лінії Кіндрашівська-Нова — Довжанська між станціями Сімейкине-Нове (24 км) та Ізотове (11 км).
Через військову агресію Росії на сході України транспортне сполучення припинене. Лінія не діюча з 2007 року. Лінію в майбутньому передбачено демонтувати.